# Masao Sugimoto
Masao Sugimoto (杉本 雅央 Sugimoto Masao?,  nacido el 26 de junio de 1967 en Shizuoka) es un exfutbolista japonés. Jugaba de centrocampista y su último club fue el Shimizu S-Pulse de Japón.

## Trayectoria

### Clubes
| Club            | País  | Año         |
| --------------- | ----- | ----------- |
| Yamaha Motors   | Japón | 1990 - 1992 |
| Shimizu S-Pulse | Japón | 1993 - 1996 |

## Palmarés

### Títulos nacionales
| Título         | Club            | País  | Año  |
| -------------- | --------------- | ----- | ---- |
| Copa J. League | Shimizu S-Pulse | Japón | 1996 |